# Tour Köismäe
La tour de Köismäe (en estonien : Köismäe torn) est une tour des remparts de Tallinn en Estonie,.

## Présentation
Située dans la partie ouest de l'enceinte de la ville, dans la partie située entre la tour Plate et la tour Loewenschede, la tour au plan en forme de fer à cheval a été construite dans les années 1360 et elle est encore très bien conservée.

## Architecture et histoire
La première tour à cet endroit a été construite en 1360. Elle mesurait initialement 13,3 mètres de haut.
Le rez-de-chaussée était destiné à l'entreposage, les deux étages supérieurs étaient destinés à la défense. La tour était reliée au passage du mur de la forteresse par un balcon en bois.
En 1436-1437, les murs extérieurs de la tour furent épaissis et la hauteur augmentée.
La tour a reçu sa hauteur actuelle de 26,5 mètres en 1520, lorsque deux étages supplémentaires ont été ajoutés. Les trois premiers étages ont commencé à être utilisés comme entrepôts.
Aujourd'hui, la tour a la forme d'un fer à cheval et compte cinq étages. 
Au premier étage, il y a une porte qui mène à la place des tours. 
Une autre sortie mène aux remparts de Tallinn. 
Au troisième étage se trouve une salle événementielle d'une capacité d'environ 70 places, qui est utilisée, entre autres, pour des spectacles et qui abrite le théâtre municipal. 
Aujourd'hui, il y a aussi des toilettes dans la tour. 
Le cinquième étage offre des possibilités de visite.
La tour a été restaurée en 1935 et 1965 ; Lors de la deuxième restauration, un haut toit de tuiles a été construit.

## Galerie

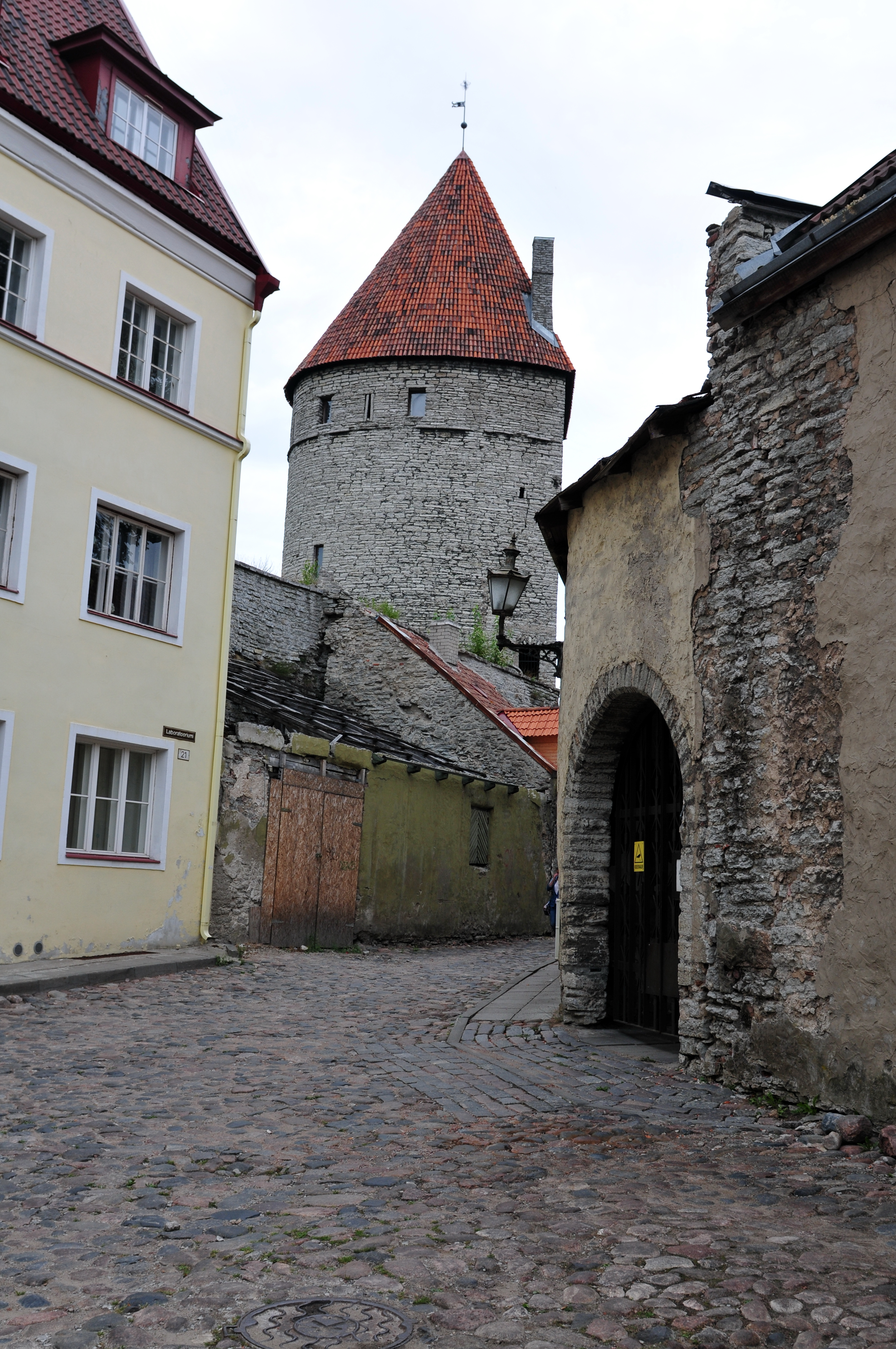
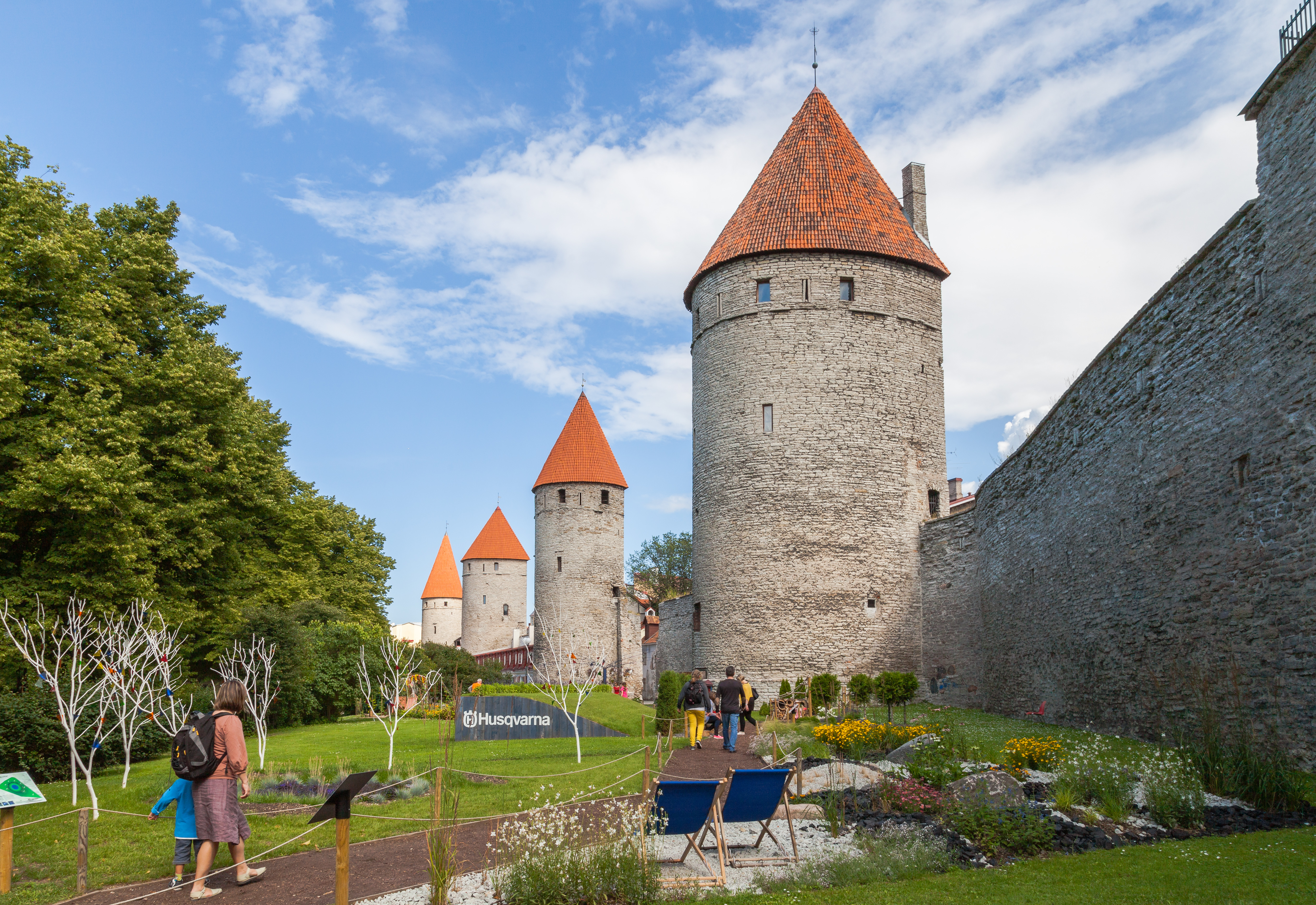
Tour de Köismäe au premier plan.
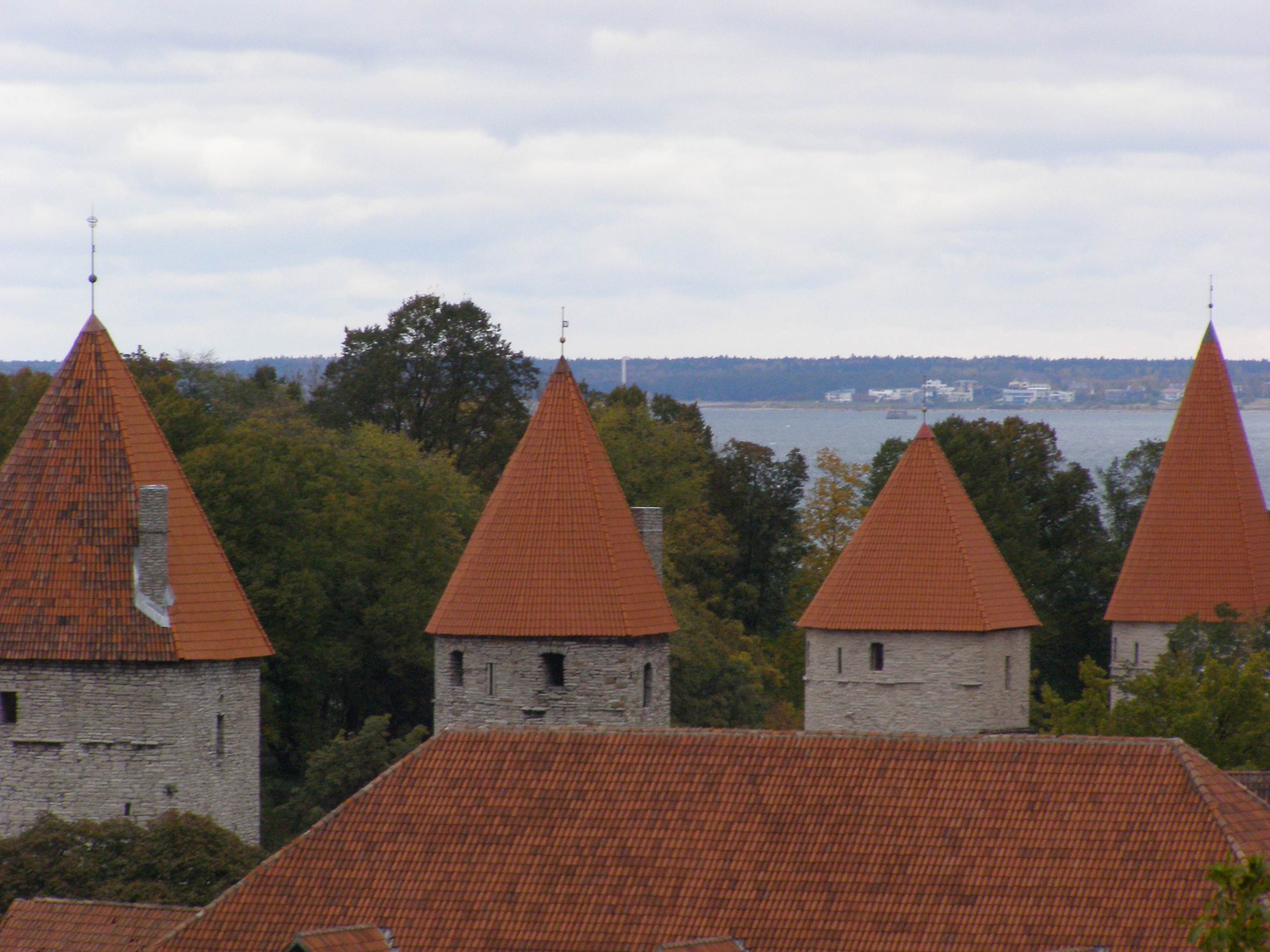
Tour de Köismäe, tour Plate, tour Epping et tour derrière Grusbeke.
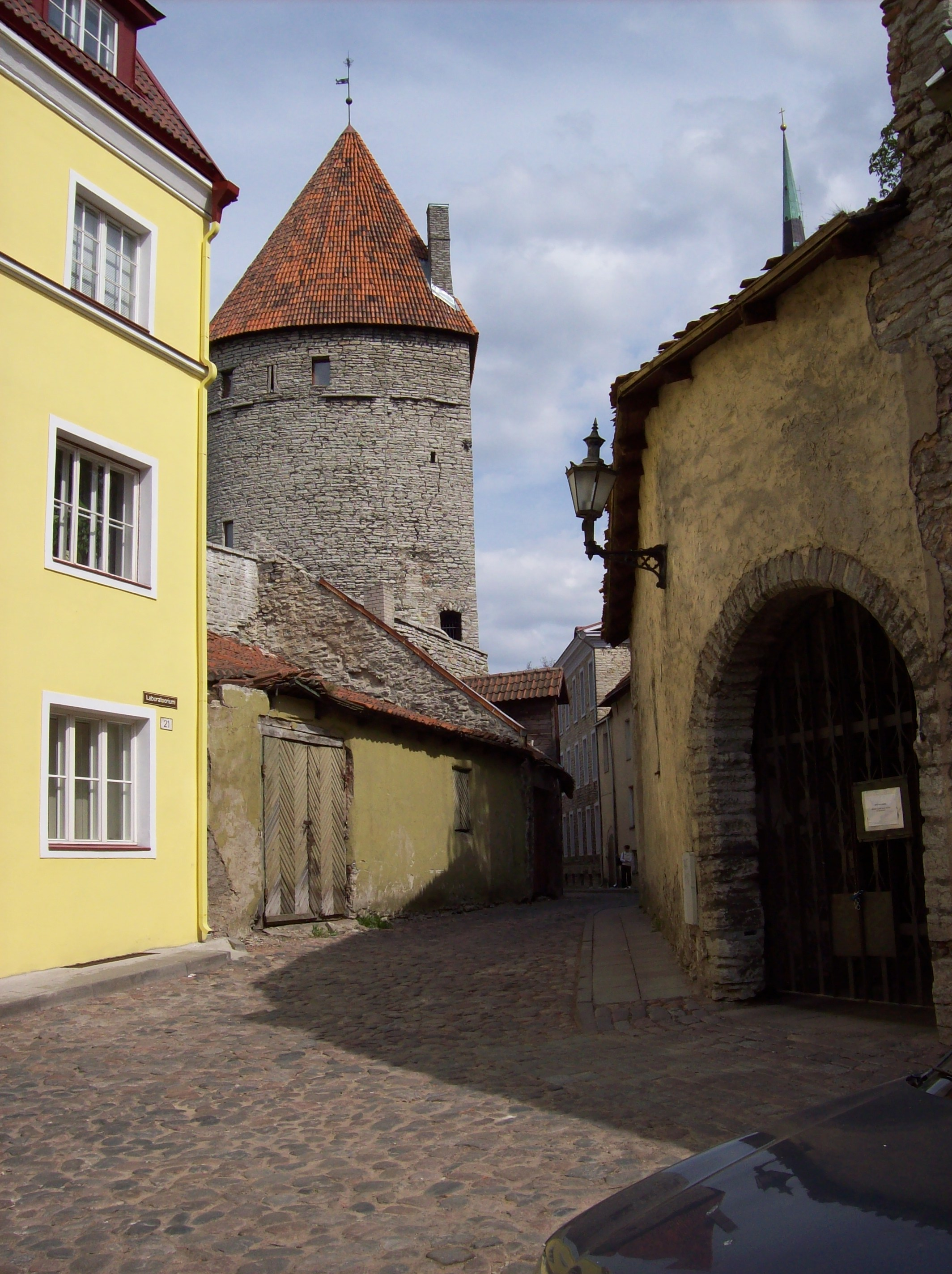
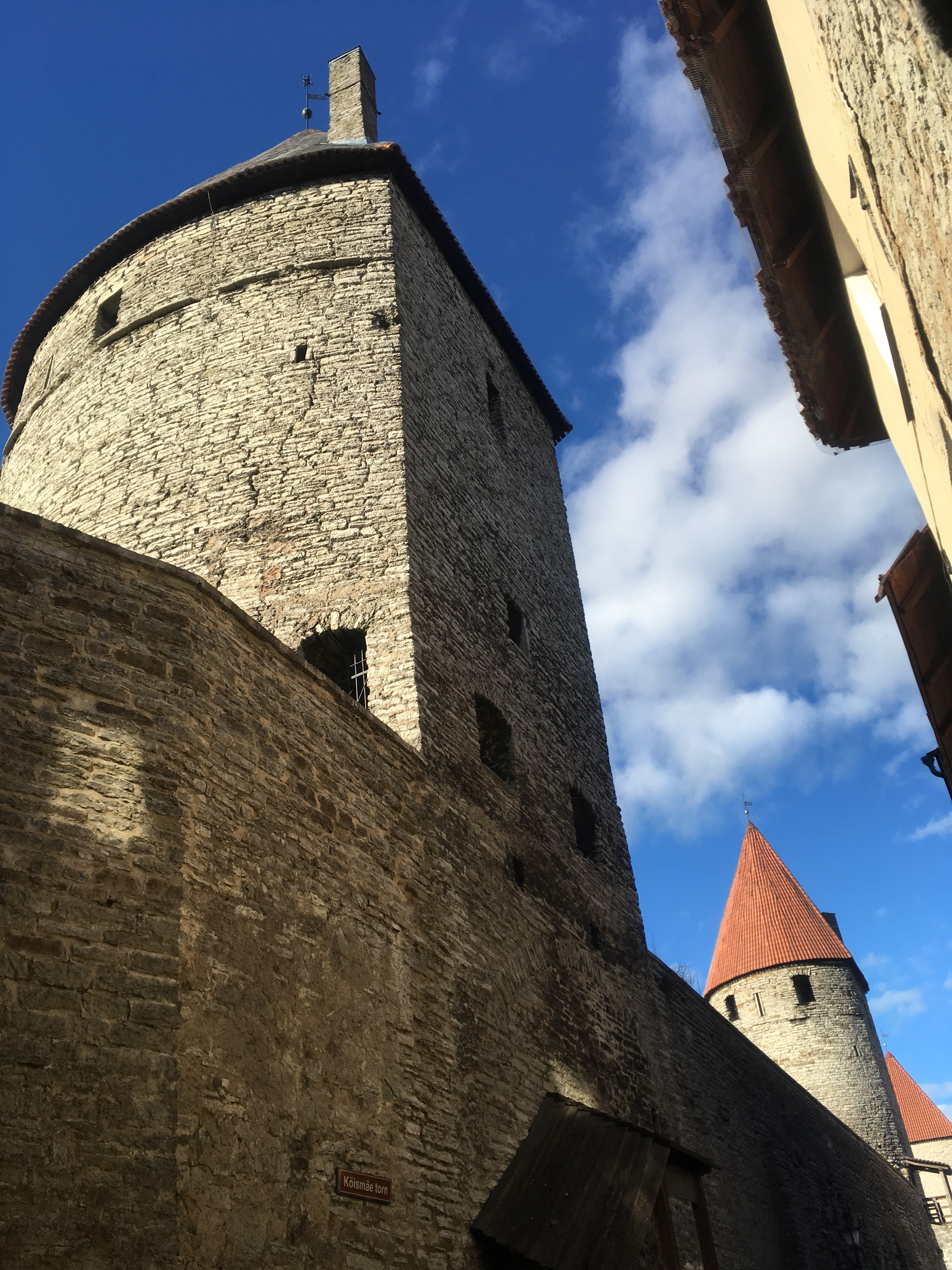